# Норвалін
Норвалін (скорочено Nva ) — амінокислота з формулою CH3(CH2)2CH(NH2)CO2H. Сполука є структурним аналогом валеріанової кислоти, а також ізомером більш поширеної амінокислоти валін.  Як і більшість інших α-амінокислот, норвалін є хіральним. Це біла водорозчинна тверда речовина.

## Поширеність
Норвалін є непротеїногенною амінокислотою з нерозгалуженим ланцюгом. Раніше повідомлялося, що він є природним компонентом протигрибкового пептиду Bacillus subtilis. Норвалін та інші модифіковані амінокислоти з нерозгалуженим ланцюгом привернули увагу, оскільки вони, здається, включені в деякі рекомбінантні білки, знайдені в E. coli .  Досліджено його біосинтез. Включення Nva в пептиди відображає недосконалу селективність асоційованої аміноацил-тРНК-синтетази. В експериментах Міллера-Юрі, що досліджують пребіотичний синтез амінокислот, виробляються норвалін, а також норлейцин . 

## Номенклатура
Норвалін і норлейцин (на одну вуглеводневу групу довше) обидва мають префікс нор- з історичних причин, незважаючи на поточне традиційне використання префікса для позначення відсутньої вуглеводневої групи (під яким вони теоретично називатимуться «дигомоаланін» і «тригомоаланін»). Назва не є систематичною, і Спільна комісія з номенклатури IUPAC/IUB рекомендує відмовитися від цієї назви та використовувати систематичну назву. 

## Потенційне використання
Норвалін використовується як харчова добавка для бодібілдингу. Нещодавно він був запропонований для лікування хвороби Альцгеймера . 